# 안안락
안안락(顔安樂, ? ~ ?)은 전한 후기의 유학자로, 자는 공손(公孫)이며 노국 설현(薛縣) 사람이다. 수홍의 누이의 아들이다.

## 생애
가난하였으나 학문에 힘써, 엄팽조와 함께 수홍의 밑에서 《공양춘추》를 익혔다. 수홍의 제자는 백여 명정도 되었는데, 안안락과 엄팽조가 가장 총명하여 수홍의 기대가 컸다. 수홍이 죽은 후, 안안락과 엄팽조는 각자 제자를 가르쳐 별도의 학파를 이루었다.
안안락은 제군태수의 승(丞)이 되었으나, 훗날 원수에게 피살되었다. 제자로 영풍·임공·명도·관로를 두었다.

## 출전
- 반고, 《한서》 권88 유림전